# 5e congresdistrict van Arizona

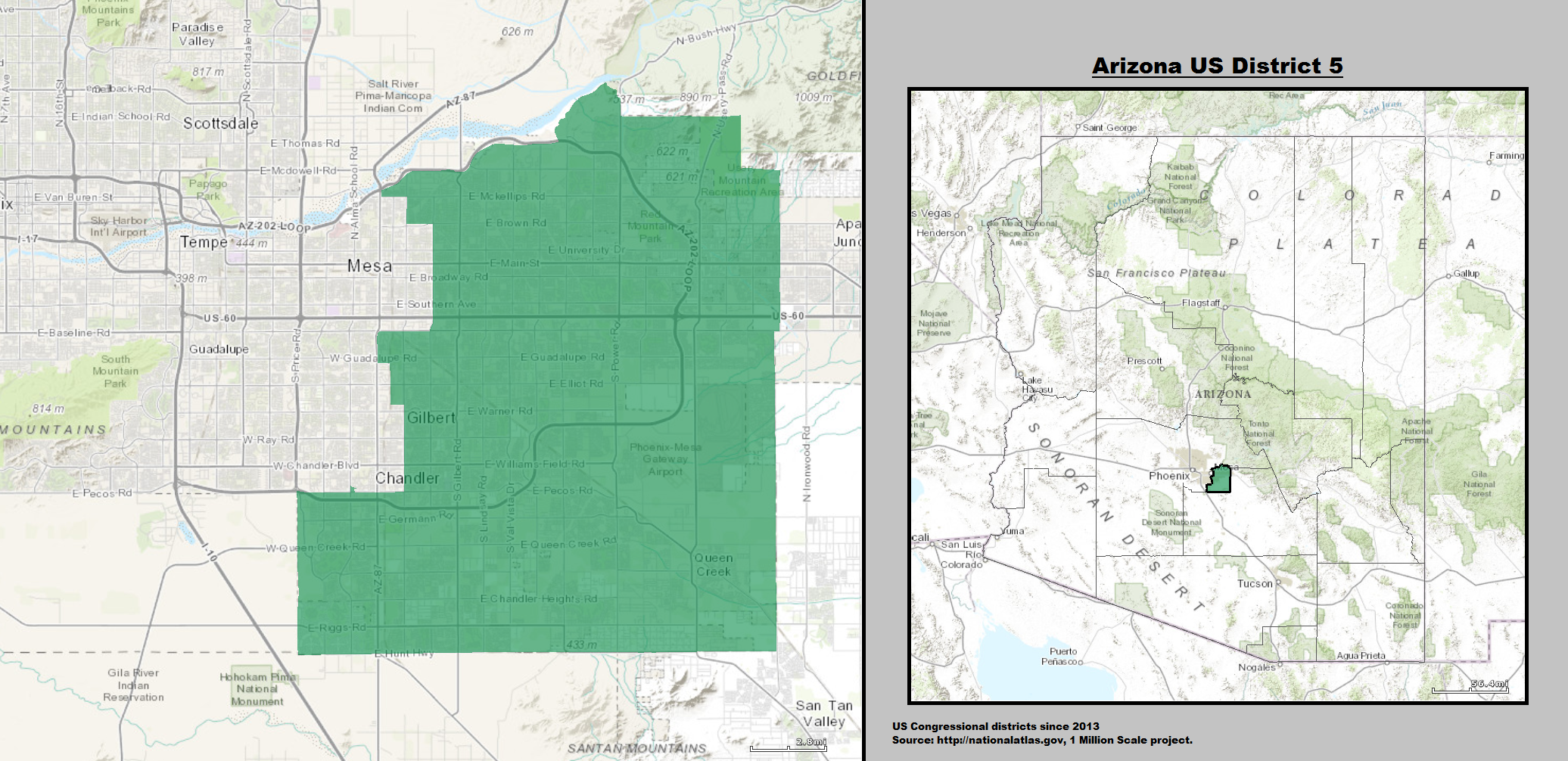
De locatie van het district in de staat Arizona.

Het 5e congresdistrict van Arizona is een kiesdistrict voor het Amerikaanse Huis van Afgevaardigden. Het district bevat delen van Mesa, Gilbert en Chandler. Momenteel is Democraat Raúl Grijalva de afgevaardigde voor het district.

## Presidentsverkiezingen
| Year | Winner                                 | Winnende partij | Winnende partij      |
| ---- | -------------------------------------- | --------------- | -------------------- |
| 2000 | George W. Bush 54% - 43% Al Gore       |                 | Republikeinse Partij |
| 2004 | George W. Bush 54% - 45% John Kerry    |                 | Republikeinse Partij |
| 2008 | John McCain 52% - 47% Barack Obama     |                 | Republikeinse Partij |
| 2012 | Mitt Romney 64% - 35% Barack Obama     |                 | Republikeinse Partij |
| 2016 | Donald Trump 58% - 37% Hillary Clinton |                 | Republikeinse Partij |